# Juan Carlos I (L-61)
Juan Carlos I é um navio de assalto anfíbio multiuso e um  porta-aviões da Armada Espanhola. Semelhante em função a muitos porta-aviões, o navio tem uma rampa para operações STOVL e está equipado com a aeronave de ataque AV-8B Harrier II ou a nova aeronave de caça F-35B. O nome da embarcação é uma homenagem a Juan Carlos I, ex-rei da Espanha.

## Projeto
O projeto do Buque de Proyección Estratégica, como era inicialmente conhecido, foi aprovado em setembro de 2003. O navio tem um convés de 202 m (663 ft), com rampa. O convés de voo do navio tem oito locais de pouso para Harrier, F-35 Lightning II ou helicópteros de médio porte, quatro locais para helicópteros pesados do tamanho CH-47 Chinook ou V-22 Osprey. O navio pode transportar 30 helicópteros ou 10/12 McDonnell Douglas AV-8B Harrier II ou Lockheed Martin F-35 Lightning II e helicópteros 10/12, usando o compartimento de veículos leves como uma zona de armazenamento adicional.
A capacidade do navio é de cerca de 900 marinheiros, com equipamentos e elementos de apoio para 1,2 mil militares. Garagem multifuncional e espaço de hangar em dois níveis cobrem 6 mil km², com capacidade para 6 mil toneladas de carga em cada nível. Um convés de poço de popa medindo 69,3 por 16,8 m² pode acomodar quatro embarcações de desembarque LCM-1E que podem entregar veículos terrestres, como tanques e quatro RHIBs, ou mais veículos anfíbios de assalto.

## Construção
A construção do navio de 231 m (758 ft) e 27 mil toneladas partiu em maio de 2005 simultaneamente nos Estaleiros Navantia em Ferrol, Galiza (com o corte da primeira placa correspondente ao Bloco 320) e em Fene, Galiza (com o corte da primeira placa correspondente ao Bloco 330). O navio, que supõe uma carga de serviço de 3.100.000 horas de produção e 775.000 horas de engenharia, foi lançado em 10 de março de 2008, e comissionado em 30 de setembro de 2010. O orçamento original era de 360 milhões de euros, mas o navio custou 462 milhões de euros no final.

#### Navios semelhantes
- TCG Anadolu (versão turca)
- NRP D. João II (futura plataforma naval multifuncional portuguesa)
- HMS Illustrious (R06) (porta-aviões / helicópteros britânico retirado do serviço)
- Trieste (L 9890) (futuro navio de assalto anfíbio e porta-helicópteros italiano)

#### Páginas relacionadas
- Porta-Drones
- Porta-Helicópteros
- Navio de Assalto Anfíbio